# Diogo de Sousa (arcebispo de Braga)

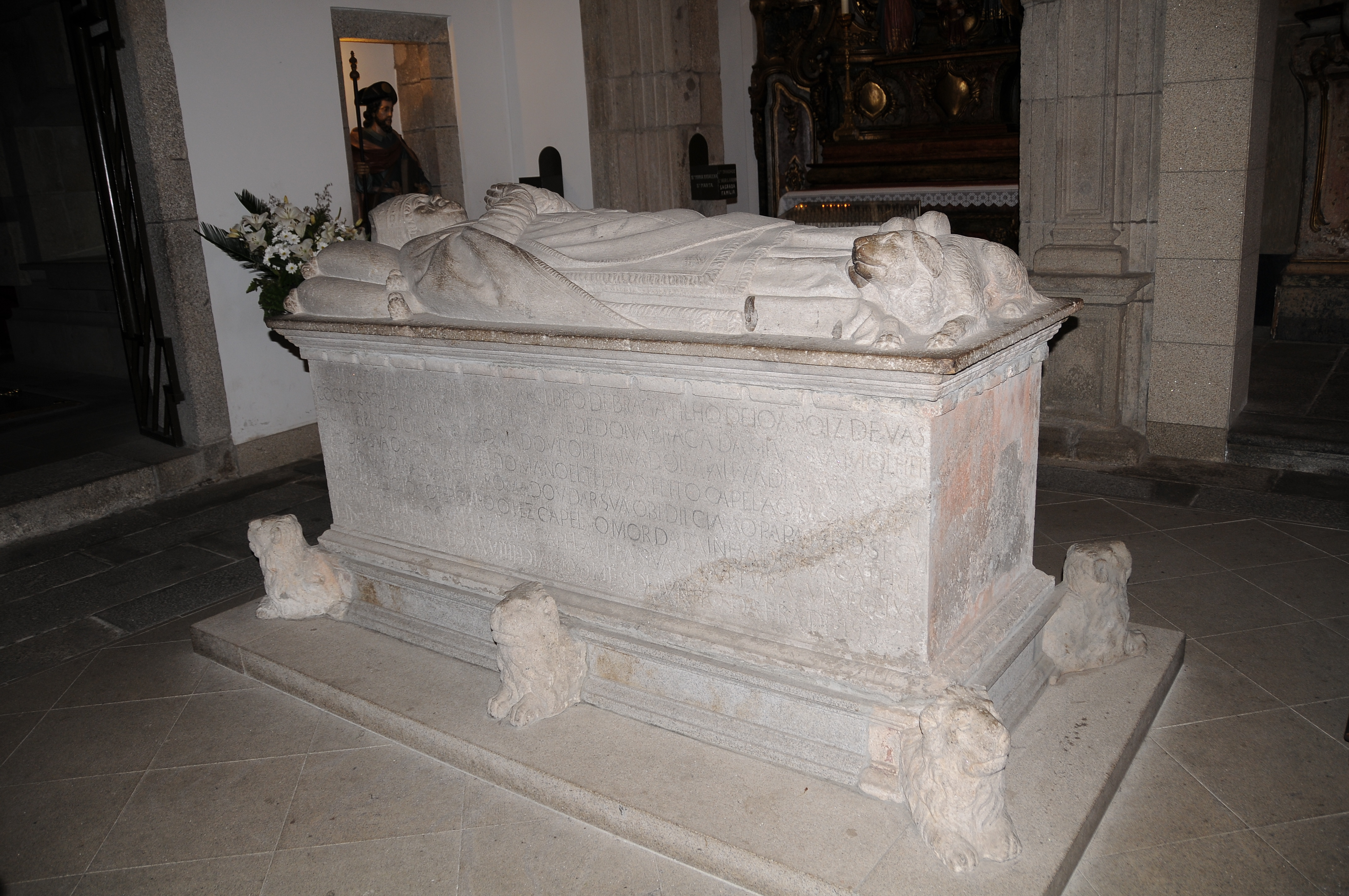
Túmulo de D. Diogo de Sousa

Diogo de Sousa (c. 1461 – 19 de junho de 1532) foi um prelado católico português, bispo do Porto de 1496 a 1505 e arcebispo primaz de Braga de 1505 até sua morte.

## Biografia

### Nascimento e educação
Dom Diogo de Sousa nasceu por volta de 1461, provavelmente em Figueiró dos Vinhos, Portugal. Realizou seus estudos preparatórios em Évora e completou sua formação nas universidades de Salamanca e Paris, onde se doutorou.

### Vida religiosa
Serviu como Deão da capela real de D. João II, capelão-mor da rainha D. Maria, segunda esposa de D. Manuel, e participou de embaixadas de obediência aos Papa Alexandre VI e Papa Júlio II. Nomeado bispo do Porto em 1496, tornou-se arcebispo de Braga em 1505, após a Bula Hodie Venerabilem do Papa Júlio II, que ordenava sua obediência pelo Cabido Bracarense.

## Contribuições

### Urbanismo em Braga
Como arcebispo, Dom Diogo transformou Braga, expandindo a cidade além das muralhas medievais. Criou espaços como o Campo dos Remédios (Largo Carlos Amarante), Campo da Vinha (Praça Conde de Agrolongo), Largo das Carvalheiras e Campo de Santana (Avenida Central). Ordenou a abertura de novas ruas e a construção do Arco da Porta Nova. Foras das muralhas, mandou edificar a Senhora-a-Branca.

### Sé de Braga
Na Sé de Braga, supervisionou a construção da capela-mor e dos túmulos de D. Henrique de Borgonha e D. Teresa, pais de D. Afonso Henriques.

### Educação
Combateu a ignorância fundando o Colégio de São Paulo em 1531, com ensino gratuito para clérigos e leigos. Aconselhou D. João III a criar um grande colégio em Braga ou no Porto, com mestres de teologia, artes e ciências.

### Atuação no Porto
Como bispo do Porto, ordenou a impressão das Constituições e dos Evangelhos e Epístolas com suas Exposições em Romance em 1497, por Rodrigo Álvares.

## Legado
Dom Diogo foi um patrono das artes, letras e urbanismo, deixando um legado duradouro em Braga e no Porto. Faleceu em 19 de junho de 1532 e foi sepultado na Capela de Nossa Senhora da Piedade, na Sé de Braga.

## Condecorações
Não há registros de condecorações específicas atribuídas a Dom Diogo de Sousa.